# Northrop BT
Northrop BT là một loại máy bay ném bom bổ nhào, do hãng Northrop Corporation chế tạo cho Hải quân Hoa Kỳ.

## Biến thể
XBT-1
BT-1
XBT-2
BT-2
Douglas DB-19

## Quốc gia sử dụng
Hoa Kỳ
- Hải quân Hoa Kỳ

## Tính năng kỹ chiến thuật (BT-1)
Dữ liệu lấy từ US Navy Aircraft since 1911 
Đặc điểm tổng quát
- Kíp lái: 2
- Chiều dài: 31 ft 8 in (9,65 m)
- Sải cánh: 41 ft 6 in (12,65 m)
- Chiều cao: 9 ft 11 ft (3,02 m)
- Diện tích cánh: 319 ft² (29,6 m²)
- Trọng lượng rỗng: 4.606 lb (2.094 kg)
- Trọng lượng cất cánh tối đa: 7.197 lb (3.271 kg)
- Động cơ: 1 × Pratt & Whitney R-1535-94 Twin Wasp Jr., 825 hp (615 kW)

 Hiệu suất bay 
- Vận tốc cực đại: 193 knot (222 mph, 357 km/h) trên độ cao 9,500 ft (2,900 m)
- Vận tốc hành trình: 167 knot (192 mph, 309 km/h)
- Tầm bay: 1.000 hải lý (1.150 mi, 1.852 km)
- Trần bay: 25.300 ft (7.710 m)
- Vận tốc lên cao: 1.270 ft/phút (6,5 m/s)

Trang bị vũ khí

- Súng: 

  - 1 × súng máy.50 in (12,7 mm)
  - 1 × súng máy.30 in (7,62 mm)
- Bom: 1.000 lb (454 kg) bom